# 열차포

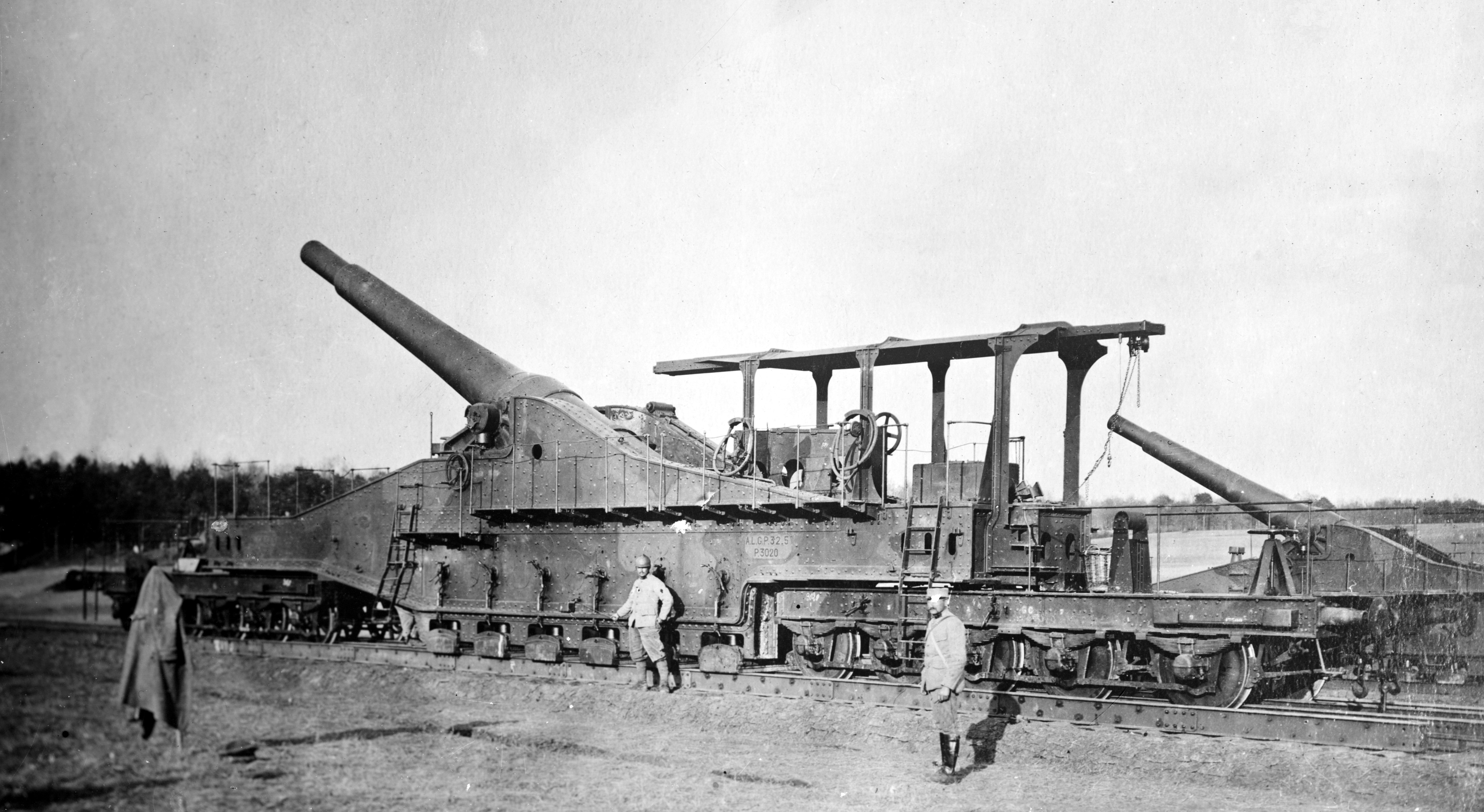
프랑스의 320 mm 열차포

열차포(Railway gun 또는 Railroad gun)은 기차 선로에 놓이도록 설계된 대포이다. 여러 나라에서 열차포를 제작하였는데, 그 중에서 가장 유명한 것은 '크루프'(Krupp)에서 제작하여 제1차 세계 대전과 제2차 세계 대전 중에 독일에서 쓰인 것이다. 열차포 중 구스타프 열차포는 너무 커서 대포를 받치기 위해 두 개의 평행한 선로가 필요하기도 했다.
그러나 열차포는 바다에서의 전함과 마찬가지로 기술의 발전에 의해 유용하지 않게 되었다. 이들은 거대한 크기와 한정된 기동성으로 공격에 취약했고, 비슷한 하중을 항공기, 로켓, 미사일로 나를 수 있게 되었다.

## 역사
열차포를 처음 제안한 것은 1862년의 앤더슨(Mr Anderson)에 의해서였는데, 그는 《유나이티드 킹덤》지에 '국가 방어'라는 제목으로 소책자를 발행하여 철갑의 열차 탄약통의 계획을 제안하였다. 러시아인 레베듀(Lebedew)는 열차 차량에 박격포를 장착한 것으로 보고된 1847년에 최초로 열차포를 고안했다고 한다. 전투에 사용된 최초의 열차포는 남북전쟁에 제작, 사용된 것으로, 피터즈버그 공성(Siege of Petersburg)에서 대포와 박격포가 무개화차에 장착되었다. 프랑스 또한 1870년의 '파리 공성(Siege of Paris)'에서 급조된 열차포를 사용하였고, 영국은 제1차 보어 전쟁에서 프레토리아 주변의 항구를 포격하기 위해 수 문의 6인치포를 열차 차량에 탑재하였다. 하지만, 프레토리아는 이들이 배치되기 전에 점령되었다.
프랑스에서는, 장교 콜 페뉴(Col Peigné)가 1883년에 처음으로 열차포를 설계한 것으로 종종 언급된다. 무갱(Mougin) 사령관은 1870년 열차 차량에 대포를 놓은 것으로 인정되었다.
프랑스의 무기 제작자인 슈나이더(Schneider)는 1880년대에 몇 가지 유형의 열차포를 제안하였고, 국경 방어를 위해 120 mm 대포를 제작하여 1890년도에 그 일부를 덴마크 정부에 판매하였다. 또한, 1910년에는 200 mm 형을 페루에 판매하였다.
제1차 세계 대전에서 프랑스는 대형 야전포가 부족하였다. 이를 보완하기 위해, 많은 수의 대형 고정 국경 방어 대포와 해군 함포가 최전선으로 이동되었다. 하지만, 이들은 일반적으로 노지에서 사용하기엔 불안정했고, 어떤 종류의 포가가 필요했다. 열차포는 명백한 해결책을 제공하였다. 1916년까지, 양측은 열차포를 운용하였다. 대전 중의 가장 유명한 열차포는 '파리 대포(Paris Gun)'일 것이다.
제2차 세계 대전에서는 열차포가 마지막으로 사용되었고, 육중한  구스타프 800 mm 포는 독일에서 사용한 가장 큰 대포였다. 전함과 마찬가지로 이들은 육중하고, 비쌌으며, 항공기에 의해 파괴되기 쉬워 전투기의 발달과 함께 열차포는 무력해졌다.

## 참고 문헌
- Hogg, Ian V. (2005). Allied Artillery of World War One. Crowood Press. ISBN 1-86126-712-6.
- Jäger, Herbert (2001). German Artillery of World War One. Crowood Press. ISBN 1-86126-403-8.
- Engelmann, Joachim (1976). Armor in Action - German Railroad Guns. Squadron/Signal Publications. ISBN 0-89747-048-6.